# Stijn De Roo
Stijn De Roo (Gent, 6 november 1988) is een Belgisch politicus voor CD&V. Hij is Vlaams volksvertegenwoordiger voor de kieskring Oost-Vlaanderen, gewezen fractievoorzitter van CD&V in de gemeenteraad van Gent en deelstaatsenator.

## Biografie
De Roo behaalde in 2011 het diploma van Master of Science in Bio-ingenieurswetenschappen aan de Universiteit van Gent. Van 2011 tot 2016 werkte hij als regioconsulent bij de Boerenbond, bevoegd voor ruimtelijke ordening en de opvolging van planningsprocessen in de regio Waas en Dender en van 2016 tot 2017 was hij adjunct-directeur voor ruimtelijke ordening en dorpenbeleid bij de Landelijke Gilden. Nadien was hij van 2017 tot 2020 provinciaal secretaris en directeur beweging bij de Oost-Vlaamse afdeling van de Boerenbond en de Landelijke Gilden.
Hij was actief bij de Gentse afdeling van jeugdbeweging Kazou, waarvan hij twee jaar voorzitter was. Ook werd hij ondervoorzitter van de raad van bestuur bij vzw Arte Musicale, een Gentse vereniging die 5 koren en een jeugdorkest overkoepelt, onder leiding van Steve de Veirman.
Bij de gemeenteraadsverkiezingen van oktober 2018 werd De Roo verkozen in de Gentse gemeenteraad, waar hij van maart 2019 tot januari 2025 cd&v-fractieleider was. In oktober 2024 werd De Roo herkozen als gemeenteraadslid.
In mei 2019 stond hij als eerste opvolger op de Oost-Vlaamse kieslijst van cd&v voor de Vlaamse verkiezingen en behaalde hij 7.000 voorkeurstemmen. In oktober 2020 legde hij de eed af als lid van het Vlaams Parlement, als opvolger van de tot federaal minister benoemde Vincent Van Peteghem. De Roo werd er vast lid van de commissies voor Algemeen Beleid, Financiën, Begroting en Justitie en Leefmilieu, Natuur, Ruimtelijke Ordening en Energie en de onderzoekscommissie PFOS-PFAS en werd plaatsvervangend lid in de commissie voor Economie, Werk, Sociale Economie, Wetenschap en Innovatie. Vanaf april 2022 zetelde Stijn De Roo eveneens in de Senaat, waar hij zijn partijgenote Martine Fournier opvolgde als deelstaatsenator.
Bij de Vlaamse verkiezingen van 9 juni 2024 was De Roo eerste opvolger op de CD&V-lijst in Oost-Vlaanderen. Omdat de verkozen Nicole de Moor als ontslagnemend federaal staatssecretaris niet in het Vlaams Parlement kon zetelen, kon hij begin juli 2024 alsnog de eed afleggen als Vlaams Parlementslid. Ditmaal werd hij er vast lid in de commissies Economie, Sociale Economie, Werk, Wetenschap en Innovatie en Landbouw, Visserij en Plattelandsbeleid en plaatsvervanger in de commissie Leefmilieu, Natuur en Ruimtelijke Ordening. Ook werd hij opnieuw afgevaardigd als deelstaatsenator. 